# Shelldon
A Shelldon egy amerikai–thai–szingapúri–tajvani–bhutáni animációs sorozat, Jirayuth Chusanachoti és Phil Weinstein rendezésében. Magyarországon a KidsCo és a Minimax adta le.

## Cselekmény
A történet egy óceán mélyén játszódik, ahol az élőlények - köztük a címadó Shelldon - mindennapjaikban újabb dolgokat fedeznek fel. Kalandoznak és játszanak, s közbe néha kalamajkába keverednek, de könnyen ki is szabadulnak.

## Szereplők
- Shelldon kagyló: Egy tinédzserkorú antropomorf csiga, aki tengeri lakásában él a családjával. Vele kalandozik húga, Click, és öccse, Clack. Shelldon szenvedélyesen gördeszkázik. Az egyik részben azt mondja, hogy odavan osztálytársa, Hurley iránt.
- Herman: A kék színű remeterák.